# NGC 171
NGC 171 (również NGC 175 lub PGC 2232) – galaktyka spiralna z poprzeczką (SBab), znajdująca się w gwiazdozbiorze Wieloryba.
Odkrył ją William Herschel 20 października 1784 roku, odkrycie to zostało skatalogowane w wydanym w 1888 roku New General Catalogue jako NGC 171. Niezależnie została odkryta przez Johna Herschela 11 listopada 1834 roku, w New General Catalogue skatalogowana jako NGC 175, choć już zamieszczone w tym katalogu uwagi sugerowały, że może to być ten sam obiekt, co się później potwierdziło. Dwukrotne skatalogowanie galaktyki wynikło z błędu wielkości jednego stopnia, jaki popełniła siostra Williama Herschela, Caroline, obliczając pozycję obiektu zaobserwowanego przez brata.
Do tej pory w galaktyce zaobserwowano jedną supernową:
- SN 2009hf, odkryta 9 lipca 2009 roku przez Berto Monarda, osiągnęła jasność obserwowaną 17m.